# ピグマリオンコンプレックス
ピグマリオンコンプレックスは、狭義には人形偏愛症（人形愛）を意味する用語。心のない対象である「人形」を愛するディスコミュニケーションの一種とされるが、より広義では女性を人形のように扱う性癖も意味する。なお、「ピグマリオンコンプレックス」という呼び名は、学術的に認識されている専門用語ではなく、流行語的ニュアンスで広まった和製英語の一種である点に注意を要する。

## 概論
ギリシャ神話には、キュプロスの王であるピュグマリオンが自ら彫り上げた象牙の人形を溺愛し、彼は人形の命をアフロディテからもらうという逸話が語源とされている。しかし、人形を溺愛した別のとある王は「私がどんなに望もうと何も与えてはくれないからこそ、私は彼女を愛しているのだよ」と語り、自分はピュグマリオンとは異なることを示唆した。現在、人形が人間になるという童話を信じている層は少ないと推測されるため、後者に属する類型が一般的とされる。
神話以外の物語作品でも時代を問わず、しばしば題材にされており、江戸川乱歩の短編小説『人でなしの恋』も、その一例である。業田良家の漫画で是枝裕和監督で映画化されたラブドールが動く『空気人形』などの作品もある。ヒューマノイドが製作されるようになった21世紀には星新一のショートショート「ボッコちゃん」のような悲喜劇が生まれる可能性もある。
古来より、兵馬俑や古墳にある埴輪などで見られるように人間と一緒に埋葬されたケースや、無病息災を願って人形を川や海に流す風習、そして愛玩用などとして人形を人間の身代わりとして扱う習慣があったが、これらの人形が作られる過程で「自分自身の姿」や「理想像」を投影、美化しながら製作する職人も多く、こうした中で人形に対する感情移入が高じて、人形そのものに愛情を抱くようになるケースを指すようになったというのが大筋の見方である。また、恋愛感情を抱きながらも、理想と現実とのギャップ、「意志を持ち、相手を裏切ることもある」人間に対する幻滅などから、恋愛対象とする相手の姿（理想像）を「意思のない、理想のフォルムを持つ」人形に投影・再現して擬似的な恋愛感情を継続させようとする傾向もこのピグマリオンコンプレックスの一種と見られている。現代においても、ボークスのスーパードルフィーシリーズなどに代表されるカスタマイズドール愛好家たちの間でも見られるように、人形に「理想像」を求めるユーザーも多く、これらの人形に対して強い愛情を抱きながら感情移入する傾向も、このピグマリオンコンプレックスに共通・類似する部分が多く見られる。
一方で、女性を人形のように扱う性癖もあり、これもピグマリオンコンプレックスの一種と言われる。日本では『源氏物語』で光源氏が紫の上を自分好みの女性に育てる場面がある。他にも日本では谷崎潤一郎の『痴人の愛』、石田衣良の『東京DOLL』などこれをモチーフにしたものが散見される。日本以外では、戯曲『人形の家』において社会全体に蔓延していた「女性を人間扱いしない傾向」が批判され、ミュージカルでは『マイ・フェア・レディ（後に映画化。原作は『ピグマリオン』）において、理想の女性となった主人公の自立が描かれており、概して悲劇的な結末となることが多い。

## 偏見
近年、日本のみならず海外でも少女を長期にわたって監禁する事件が相次いで発覚・報道されたことも影響し、こうした嗜好・性癖はかなり異常な印象を持たれている。映画『コレクター』に見られるような偏愛が高じて相手を監禁するという行動は、この性癖を遠因とするのではないかという短絡的な発想からフィギュア収集を趣味とする人々に対する偏見が蔓延しつつある。ただ、フィギュア収集を趣味とする人々の全てがピュグマリオニズムであると断じることは暴論であり、監禁事件の犯人が総じてピグマリオンコンプレックスであると結論付けることも適切ではない。